# 홍화자
홍화자(洪花子, 1943년 11월 22일 ~ )는 대한민국의 가수로, 코리아나의 구성원이었다.

## 주요 이력
인천에서 출생하였고 지난날 한때 서울에서 잠시 유아기를 보낸 적이 있으며 그 후 경상북도 경주를 거쳐 대구에서 성장한 그녀는 1962년 미8군 무대에서 가수 첫 데뷔하였는데 그녀는 코리아나 구성원으로도 활동하였고 2004년에 솔로 앨범(Mom & Son)을 발표하였다.
아들은 가수 겸 기타리스트 김석원이고 사촌 오빠는 아리랑 싱어즈의 리더였던 홍신윤, 사촌 남동생은 미국 국제변호사 홍세봉(Steve Hong)이며 친정 5촌 조카 홍성민(Sam Hong)과 친정 5촌 조카 홍종명(Tommie Hong)도 OST 록 음악 노래 작품을 불러 유명한 가수였다.